# Halo (Lumix-Lied)

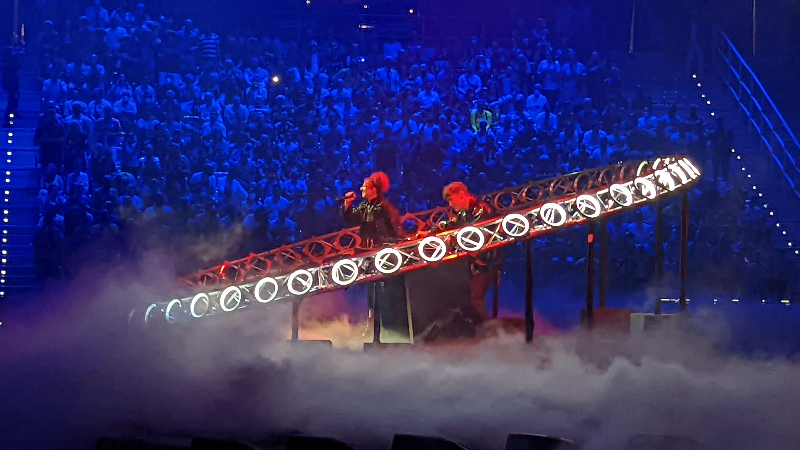
Lumix und Pia Maria führen den Song „Halo“ beim Halbfinale des ESCs 2022 auf.

Halo ist ein englischsprachiger Popsong, der von Anders Nilsen, Gabry Ponte, Luca Michlmayr, Rasmus Flyckt und Sophie Alexandra Tweed-Simmons geschrieben und produziert und von Lumix gemeinsam mit Pia Maria interpretiert wurde. Mit dem Titel vertraten sie Österreich beim Eurovision Song Contest 2022 in Turin.

## Hintergrund
Das Lied ist ein schneller Dance-Pop-Song. Die Protagonistin wünscht sich, ein „Heiligenschein“ der angesprochenen Person zu sein und mit dieser die Welt zu erobern, „höher als die Götter“ zu fliegen.
Am 8. Februar 2022 wurden nach einer internen Auswahl des ORF Lumix und Pia Maria als Interpreten bekanntgegeben. Das Lied wurde am 11. März 2022 veröffentlicht. Am 3. März waren bereits ein Ausschnitt und das Coverartwork veröffentlicht worden.

## Musikvideo
Das Musikvideo zeigt DJ Lumix und Pia Maria, die den Song im Kunsthistorischen Museum Wien aufführen.

## Rezeption
Halo erreichte Platz sechs der österreichischen Singlecharts und war 16 Wochen platziert.

### Chartplatzierungen
| ChartsChartplatzierungen | Höchstplatzierung | Wochen |
| ------------------------ | ----------------- | ------ |
| Österreich (Ö3)          | 6 (16 Wo.)        | 16     |

## Beim Eurovision Song Contest
Lumix sagte vor dem Wettbewerb: „Wir fahren dorthin, um zu gewinnen, und nicht, um als Dritter heimzufahren!“ Einige Prognosen der Buchmacher rechneten mit einem Abschneiden um Platz zehn im Halbfinale. Halo konnte sich im ersten Halbfinale am 10. Mai 2022 nicht für das Finale qualifizieren.

## Auszeichnungen
Amadeus-Verleihung 2023
- Song des Jahres[10]